# Servicio del Trabajo Obligatorio
El Servicio del Trabajo Obligatorio (STO) (en francés, Service du travail obligatoire o STO) fue un servicio de reclutamiento obligatorio implantado durante la ocupación alemana de Francia para trasladar contra su voluntad a cientos de miles de trabajadores a Alemania, a fin de que participaran en el esfuerzo de guerra alemán (fábricas, agricultura, ferrocarriles, etc.). Las personas reclutadas en el marco del STO se albergaban en campos de trabajadores instalados en suelo alemán.

## Características
Con la complicidad del gobierno de Vichy, la Alemania Nazi impuso el Servicio del Trabajo Obligatorio para compensar la falta de mano de obra en su territorio, causada por el envío de sus soldados al frente ruso. Los trabajadores franceses fueron los únicos de Europa que fueron requeridos por su propio gobierno y no por un decreto de las autoridades alemanas.
El Gauleiter Fritz Sauckel, apodado el “negrero de Europa”, fue encargado en marzo de 1942 de llevar mano de obra de toda Europa a Alemania. Tenía especial interés por Francia, cuyo gobierno dirigido por Pierre Laval se mostró dispuesto a poner tanto la legislación como las fuerzas del orden francesas al servicio del reclutamiento obligatorio. Un total de 600 000 a 650 000 trabajadores fueron encaminados hacia Alemania entre junio de 1942 y julio de 1944. Francia fue el tercer proveedor de mano de obra del Tercer Reich después de la Unión Soviética y de Polonia. El STO supuso una grave sangría de trabajadores para el país.
A partir de 1943, 250 000 prisioneros de guerra fueron igualmente obligados a trabajar para el Tercer Reich.
Empresas alemanas que emplearon mano de obra proporcionada por el STO:
- Arado Flugzeugwerke GmbH (construcciones aeronáuticas
- BMW
- Daimler-Benz
- IG Farben
- Messerschmitt
- Siemens AG)
- Telefunken
- Volkswagen (Wolfsburgo)

## Cifras de víctimas del STO
Según datos de la Federación Nacional de los Deportados del Trabajo (Fédération Nationale des Déportés du Travail), fundada en 1945 y convertida en 1979 en la Federación Nacional de las Víctimas y de los Rescatados de los campos nazis del Trabajo Forzado (Fédération Nationale des Victimes et Rescapés des Camps nazis du Travail Forcé), 60 000 trabajadores murieron en Alemania y 15 000 fueron ajusticiados por actos de resistencia. Hoy en día, los historiadores consideran estas cifras excesivas y estiman que entre 25 000 y 35 000 STOs perdieron la vida en Alemania. Sus duras condiciones de trabajo en fábricas implicadas en la industria bélica, sujeta a numerosos bombardeos, y la durísima vigilancia de la Gestapo hicieron que su tasa de mortalidad fuera superior a la de los prisioneros de guerra.

## Los trabajadores voluntarios
Entre los trabajadores franceses empleados en Alemania se encontraban también trabajadores voluntarios, atraídos por la remuneración o para obtener la liberación de un familiar (existía la posibilidad de intercambiar tres trabajadores voluntarios contra un prisionero de guerra). Los trabajadores voluntarios no fueron mejor tratados que los reclutados forzosos, pero contribuyeron a que la opinión pública de la posguerra asimilara frecuentemente e injustificadamente a STOs con voluntarios.

## Los “refractarios”
El Servicio del Trabajo Obligatorio provocó que 200 000 hombres, llamados “refractarios”, pasaran a la clandestinidad. El 25% de ellos pasaron a formar parte de los maquis que se estaban creando. Los refractarios constituyen también la mayor parte de las 35 000 personas que huyeron a África del Norte atravesando España, para unirse con los combatientes de la Francia libre. El STO acentuó la ruptura entre la opinión pública y el régimen de Vichy, y constituyó un aporte considerable en hombres para la Resistencia.
Otros franceses escaparon al STO entrando en la policía o en los bomberos, así como en la Milicia o en la Escuela de Uriage.

## Lossacerdotes obreros
A pesar de que la Santa Sede había pedido al Mariscal Pétain que los seminaristas fueran exentos del STO, los obispos franceses decidieron mantener su política de evangelización en medio obrero, un sector que se encontraba tradicionalmente alejado de la Iglesia Católica. 3 200 seminaristas fueron trasladados a Alemania en el marco del STO.
Por otro lado, a partir de finales de 1942, el obispado francés intentó negociar directamente con las autoridades alemanas para que se oficializara la presencia de capellanes entre los deportados del STO. Ante la negativa de los alemanes, una minoría de obispos decidió introducir sacerdotes clandestinos en Alemania con el estatuto de obreros. Pero muchos sacerdotes se presentaron voluntarios en contra de la opinión de sus superiores, dado que las autoridades eclesiásticas eran favorables en su mayoría al gobierno de Vichy. Esta iniciativa impulsará el movimiento de los sacerdotes obreros que se extenderá después de la guerra.
El primero en incorporarse fue el abate Hadrien Bousquet, que llegó a Alemania en enero de 1943. Después, 25 sacerdotes fueron seleccionados y enviados a las fábricas alemanas. También 273 sacerdotes prisioneros de guerra fueron convertidos en “trabajadores libres”. Se calcula que los sacerdotes obreros franceses en Alemania alcanzaron la cifra de 10 000.
En un primer tiempo, las autoridades alemanas no se opusieron a que sacerdotes extranjeros trabajasen como obreros en su territorio, siempre y cuando se abstuviesen de toda actividad eclesiástica o espiritual. Frente al activismo religioso de los sacerdotes obreros y a su franca oposición al régimen nazi, en diciembre de 1943 se ordenó a la Gestapo que descubriera a todos los sacerdotes camuflados para expulsarlos o encarcelarlos. De los 25 seminaristas enviados a Alemania, 12 fueron trasladados al campo de concentración de Dachau.

## El trabajo obligatorio en la Europa ocupada
- En Italia: El 23 de septiembre de 1943, el prefecto ordenó en Nápoles que todos los hombres de 18 a 23 años fueran reclutados para trabajar en Alemania. La población se negó a colaborar y se sublevó atacando a las fuerzas de ocupación nazi. Este acontecimiento se conoce como Las cuatro jornadas de Nápoles (en italiano, Le cuatre giornate di Napoli), que se desarrollaron del 27 al 30 de septiembre de 1943. La población consiguió obligar al ejército alemán a replegarse, y liberó la ciudad justo antes de la llegada de los Aliados.

- En Polonia:

- En la Unión Soviética: